# Готтарди, Алфредо
Алфредо Готтарди (порт.-браз. Alfredo Gottardi; 14 января 1915, Куритиба — 24 апреля 2001, Куритиба), более известный под именем Кажу (порт.-браз. Caju) — бразильский футболист, вратарь. Первый игрок из клуба «Атлетико Паранаэнсе», который был вызван в стан сборной Бразилии.

## Карьера
Кажу начал играть в футбол в любительской команде «Муриси». Профессиональную же карьеру он начал в клубе «Атлетико Паранаэнсе» в возрасте 18 лет, куда попал по проекции своего старшего брата Алберто, также игравшего там на позиции вратаря. Его дебютным матчем стала встреча в Паранагуа, завершившаяся вничью 2:2. Алфреро выступал за клуб протяжении 17 лет, выиграв шесть титулов чемпиона штата Парана. Всего за «Атлетико» Кажу сыграл 620 матчей. При этом футболист в период карьеры неоднократно получал приглашения от других клубов, в частности от «Фламенго», «Ботафого», «Васко да Гамы» и уругвайского «Пеньяроля», но всякий раз отвечал отказом. Последний матч в профессиональном футболе он сыграл в 1950 году против «Ботафого», завершившийся нулевой ничьей
В 1942 году состоялся розыгрыш очередного чемпионата Южной Америки. Сборная Бразилия считалась одним из кандидатов на победу. У бразильцев на два места в списке возможных вратарей на турнире было четыре человека — Журандир Коррея, являвшийся основным вратарём, его дублёр Кажу, Айморе Морейра и Жоэл. Перед началом турнира Журандир получил травму, а потому Кажу стал основным голкипером, а Морейра его заместителем. На турнире Готтарди сыграл все шесть матчей, а бразильцы заняли третье место. Несмотря на результат, игра Кажу была признана выдающейся: его начали называть одним из лучших голкиперов Южной Америки. Но матчи на первенстве стали последними, проведёнными вратарём в футболке национальной команды. 
После завершения игровой карьеры, Кажу стал тренером. Он привёл «Атлетико Паранаэнсе» к выигрышу титула чемпиона штата в 1958 году, когда по ходу турнира стал лидером триумвирата тренеров, после увольнения штатного наставника команды. В 1967 году Кажу был одним из руководителей работ по модернизации стадиона Байшада. Он умер в 2001 году и был похоронен на Агуа-Верде в Куритибе. Его именем назван тренировочный комплекс «Атлетико Паранаэнсе». Уже после смерти Кажу был удостоен звания почётного члена города Куритиба.

## Международная статистика
| Матчи Кажу за сборную Бразилии | Матчи Кажу за сборную Бразилии | Матчи Кажу за сборную Бразилии | Матчи Кажу за сборную Бразилии | Матчи Кажу за сборную Бразилии | Матчи Кажу за сборную Бразилии | Матчи Кажу за сборную Бразилии |
| ------------------------------ | ------------------------------ | ------------------------------ | ------------------------------ | ------------------------------ | ------------------------------ | ------------------------------ |
| №                              | Дата                           | Место проведения               | Оппонент                       | Счёт                           | Голы                           | Турнир                         |
| 1                              | 14 января 1942                 | Монтевидео                     | Чили                           | 6:1                            | −1                             | Чемпионат Южной Америки        |
| 2                              | 17 января 1942                 | Монтевидео                     | Аргентина                      | 1:2                            | −2                             | Чемпионат Южной Америки        |
| 3                              | 21 января 1942                 | Монтевидео                     | Перу                           | 2:1                            | −1                             | Чемпионат Южной Америки        |
| 4                              | 24 января 1942                 | Монтевидео                     | Уругвай                        | 0:1                            | −1                             | Чемпионат Южной Америки        |
| 5                              | 31 января 1942                 | Монтевидео                     | Эквадор                        | 5:1                            | −1                             | Чемпионат Южной Америки        |
| 6                              | 5 февраля 1942                 | Монтевидео                     | Парагвай                       | 1:1                            | −1                             | Чемпионат Южной Америки        |

## Достижения

### Как игрок
- Чемпион штата Парана: 1934, 1936, 1940, 1943, 1945, 1949

### Как тренер
- Чемпион штата Парана: 1958

## Личная жизнь
Сыновья Кажу, Алфредо Готтарди Жуниор и Селсо, также стали профессиональными футболистами.  Селсо также, как его отец, выступал за позиции вратаря в «Атлетико Паранаэнсе», Жуниор же был защитником. Братья жены Кажу — Освалдо и Ари — тоже выступали за «Атлетико Паранаэнсе».